# Hot Sulphur Springs
Hot Sulphur Springs är administrativ huvudort i Grand County i Colorado. Enligt 2020 års folkräkning hade Hot Sulphur Springs 687 invånare.